# Stepan Poltorak
Stepan Tymofijovyč Poltorak (in ucraino Степан Тимофійович Полторак?; Vesela Dolyna, 11 febbraio 1965) è un generale e politico ucraino, Ministro della difesa nei governi di Arsenij Jacenjuk e Volodymyr Hrojsman dal 14 ottobre 2014 al 29 agosto 2019. Ex comandante della Guardia Nazionale dell'Ucraina, precedentemente Truppe dell'Interno ucraine (Внутрішні війська України).